# A Vision of Misery
A Vision of Misery è il terzo album in studio del gruppo musicale thrash/death metal statunitense Sadus, pubblicato nel 1992 dalla Roadracer Records.

## Edizioni
Il disco è stato pubblicato da Roadracer Records nel 1992 in compact disc, in vinile e in cassetta.
In seguito è stato rimasterizzato e ristampato in CD dall'etichetta Metal Mind Productions in formato digipack con tiratura limitata a 2000 copie e con l'aggiunta di due tracce bonus. 
Nel 2007 è stato ristampato anche da Displeased Records con l'aggiunta di un DVD bonus registrato durante un concerto a Oakland, in California, tenutosi il 19 settembre 1992.

## Tracce
Testi e musiche di Sadus.
1. Through the Eyes of Greed – 4:15
2. Valley of Dry Bones – 2:20
3. Machines – 3:50
4. Slave to Misery – 3:59
5. Throwing Away the Day – 3:42
6. Facelift – 6:59
7. Deceptive Perceptions – 3:33
8. Under the Knife – 2:09
9. Echoes of Forever – 6:00

Tracce bonus Metal Mind
dal demo Certain Death del 1987
1. Hands of Fate – 4:12
2. Number One – 5:42

## Formazione
- Darren Travis - voce, chitarra
- Rob Moore - chitarra
- Steve DiGiorgio - basso
- Jon Allen - batteria